# Odd Hassel
Odd Hassel (Kristiania, 17 mei 1897 – Oslo, 11 mei 1981) was een Noors fysisch-chemicus en winnaar van de Nobelprijs voor de Scheikunde in 1969. 

## Biografie
Hassel werd geboren in Kristiania (het huidige Oslo) als zoon van de gynaecoloog Ernst Hassel en Mathilde Klaveness. Hij had een tweelingbroer, Lars. In 1915 ging hij wiskunde, natuurkunde en scheikunde studeren aan de Universiteit van Oslo alwaar hij in 1920 afstudeerde. Na een jaartje in Zuid-Europa doorgebracht te hebben, ging hij in München werken in het laboratorium van Kasimir Fajans. Zijn werk daar leidde tot de ontwikkeling van adsorptie-indicatoren. Vervolgens vertrok hij naar het Kaiser Wilhelm Instituut in Berlijn waar hij zich met röntgenkristallografie bezighield. In 1924 behaalde hij zijn doctorstitel aan de Universiteit van Berlijn en van 1925 tot 1964 werkte hij in diverse functies in de fysische chemie aan de Universiteit van Oslo: van 1926 tot 1931 als lector en van 1934 tot 1964 als hoogleraar in de fysische chemie.
In de beginjaren aan de universiteit lag de meeste interesse voor Hassel in de anorganische chemie, maar vanaf 1930 was zijn werk meer geconcentreerd op problemen die te maken hadden met de moleculaire structuur, in het bijzonder de structuur van cyclohexaan en zijn derivaten. Hij had net een kort artikel over de conformaties van cyclohexanen gepubliceerd in een Noors blad toen hij door de Nasjonal Samling, Noorse nazi's, werd gearresteerd en gevangengezet in concentratiekamp Grini. In november 1944 werd hij weer vrijgelaten.
Tijdens het begin van de jaren 1950 onderzocht Hassel de structuur van charge-transfer verbindingen en na een aantal jaar onderzoek kon hij regels opstellen voor de geometrie van dit soort verbindingen. In 1969 ontving hij samen met Derek Barton de Nobelprijs voor de Scheikunde, die onafhankelijk van Hassel vergelijkbaar onderzoek had verricht, "voor hun bijdrage aan de ontwikkeling en toepassing van de idee van de aanpassing in de chemie".
1901: Van 't Hoff ·
1902: E. Fischer ·
1903: Arrhenius ·
1904: Ramsay ·
1905: Baeyer ·
1906: Moissan ·
1907: Buchner ·
1908: Rutherford ·
1909: Ostwald ·
1910: Wallach ·
1911: Curie ·
1912: Grignard, Sabatier ·
1913: Werner ·
1914: Richards ·
1915: Willstätter ·
1918: Haber ·
1920: Nernst ·
1921: Soddy ·
1922: Aston ·
1923: Pregl ·
1925: Zsigmondy ·
1926: Svedberg ·
1927: Wieland ·
1928: Windaus ·
1929: Harden, Euler-Chelpin ·
1930: H. Fischer · 
1931: Bosch, Bergius ·
1932: Langmuir ·
1934: Urey ·
1935: F. Joliot-Curie, I. Joliot-Curie ·
1936: Debye ·
1937: Haworth, Karrer ·
1938: Kuhn ·
1939: Butenandt, Ružička ·
1943: Hevesy · 
1944: Hahn ·
1945: Virtanen ·
1946: Sumner, Northrop, Stanley ·
1947: Robinson · 
1948: Tiselius · 
1949: Giauque ·
1950: Diels, Alder ·
1951: McMillan, Seaborg ·
1952: Martin, Synge ·
1953: Staudinger ·
1954: Pauling ·
1955: Vigneaud ·
1956: Hinshelwood, Semjonov ·
1957: Todd ·
1958: Sanger ·
1959: Heyrovský ·
1960: Libby ·
1961: Calvin ·
1962: Perutz, Kendrew ·
1963: Ziegler, Natta ·
1964: Hodgkin ·
1965: Woodward ·
1966: Mulliken ·
1967: Eigen, Norrish, Porter ·
1968: Onsager ·
1969: Barton, Hassel ·
1970: Leloir ·
1971: Herzberg ·
1972: Anfinsen, Moore, Stein · 
1973: E.O. Fischer, Wilkinson · 
1974: Flory ·
1975: Cornforth, Prelog ·
1976: Lipscomb ·
1977: Prigogine · 
1978: Mitchell ·
1979: Brown, Wittig ·
1980: Berg, Gilbert, Sanger ·
1981: Fukui, Hoffmann ·
1982: Klug ·
1983: Taube ·
1984: Merrifield ·
1985: Hauptman, Karle ·
1986: Herschbach, Lee, Polanyi ·
1987: Cram, Lehn, Pedersen ·
1988: Deisenhofer, Huber, Michel ·
1989: Altman, Cech ·
1990: Corey ·
1991: Ernst ·
1992: Marcus ·
1993: Mullis, Smith ·
1994: Olah ·
1995: Crutzen, Molina, Rowland ·
1996: Curl, Kroto, Smalley ·
1997: Boyer, Walker, Skou ·
1998: Kohn, Pople ·
1999: Zewail ·
2000: Heeger, MacDiarmid, Shirakawa ·
2001: Knowles, Noyori, Sharpless ·
2002: Fenn, Tanaka, Wüthrich ·
2003: Agre, MacKinnon ·
2004: Ciechanover, Hershko, Rose ·
2005: Grubbs, Schrock, Chauvin ·
2006: Kornberg ·
2007: Ertl ·
2008: Shimomura, Chalfie, Tsien ·
2009: Steitz, Yonath, Ramakrishnan ·
2010: Heck, Negishi, Suzuki ·
2011: Shechtman ·
2012: Kobilka, Lefkowitz ·
2013: Karplus, Levitt, Warshel ·
2014: Betzig, Hell, Moerner ·
2015: Lindahl, Modrich, Sancar ·
2016: Sauvage, Stoddart, Feringa ·
2017: Dubochet, Frank, Henderson · 
2018: Arnold, Winter, Smith ·   
2019: Goodenough, Whittingham, Yoshino ·
2020: Charpentier, Doudna ·
2021: List, MacMillan ·
2022: Bertozzi, Meldal, Sharpless ·
2023: Bawendi, Brus, Jekimov ·
2024: Baker, Hassabis, Jumper